# Carnet
Carnet é uma comuna francesa na região administrativa da Normandia, no departamento Mancha. Estende-se por uma área de 10,21 km². Em 2010 a comuna tinha 476 habitantes (densidade: 46,6 hab./km²).